# Adam Hloušek
Adam Hloušek (Turnov, República Checa, 20 de diciembre de 1988) es un futbolista checo que juega como defensa.

## Clubes
| Club                         | País            | Año       |
| ---------------------------- | --------------- | --------- |
| F. K. Baumit Jablonec        | República Checa | 2006-2009 |
| S. K. Slavia Praga           | República Checa | 2009-2011 |
| →1. F. C. Kaiserslautern     | Alemania        | 2011      |
| F. K. Baumit Jablonec        | República Checa | 2011      |
| →S. K. Slavia Praga          | República Checa | 2011      |
| F. C. Núremberg              | Alemania        | 2012-2014 |
| VfB Stuttgart                | Alemania        | 2014-2016 |
| Legia de Varsovia            | Polonia         | 2016-2019 |
| Viktoria Plzeň               | República Checa | 2019-2021 |
| →1. F. C. Kaiserslautern     | Alemania        | 2020-2021 |
| Bruk-Bet Termalica Nieciecza | Polonia         | 2021-2022 |
| F. C. Fastav Zlín            | República Checa | 2022-2023 |

## Palmarés

### Títulos nacionales
| Título          | Club              | País    | Año  |
| --------------- | ----------------- | ------- | ---- |
| Copa de Polonia | Legia de Varsovia | Polonia | 2016 |
| Ekstraklasa     | Legia de Varsovia | Polonia | 2016 |
| Ekstraklasa     | Legia de Varsovia | Polonia | 2017 |
| Copa de Polonia | Legia de Varsovia | Polonia | 2018 |
| Ekstraklasa     | Legia de Varsovia | Polonia | 2018 |